# Volkswagen New Beetle
Pour les articles homonymes, voir Beetle et Coccinelle (homonymie).
La Volkswagen New Beetle est une automobile du constructeur allemand Volkswagen commercialisée de 1998 à 2011. Remplaçante de la Coccinelle produite de 1938 à 2003. Elle est remplacée par la Beetle ou Coccinelle III fin 2011.
Son coefficient de traînée (Cx) est de 0,38.

## Historique
- Janvier 1991 : ouverture d'un bureau de design à Simi Valley au nord de Los Angeles avec comme but de créer une voiture pour le marché américain.
- Septembre 1992 : d'après une étude réalisée sur le marché américain, la marque VolksWagen est étroitement liée avec la Coccinelle classique. Mythe et légende. J. Mays, chef designer, conçoit quelques projets basés sur la silhouette de la Cox.
- Mai 1993 : le studio californien soumet les premiers modèles au directoire de Volkswagen. Comme Volkswagen manquait cruellement de vraie nouveauté pour les salons automobiles 1994, Volkswagen décide par pur plaisir de construire un modèle 1:1 dans le design de la Coccinelle. Cette voiture portera le nom de « Studie Concept-1 ».
- Janvier 1994 : présentation de la Concept1 au Salon de Détroit. Succès fulgurant. La presse internationale en fait les titres tels que : « Best in show », « VW hatches a new beetle. It would sell like hotcakes », « The futuristic New Beetle, the hit of the Detroit show ».

Le Concept 1 soulève un enthousiasme loin d'être prévu. Les concessionnaires Volkswagen américains réclament la production de la New Beetle.
- Mars 1994 : Volkswagen présente la Concept 1 en cabriolet rouge. L'enthousiasme augmente encore. Volkswagen déclare : « nous construirons une Volkswagen Coccinelle de demain dotée de la technologie d'aujourd'hui et du feeling d'hier et qui devra attirer tous ceux qui n'ont connu la Coccinelle que par les images ».
- Octobre 1995 : au salon de Tokyo, Volkswagen présente la Concept 1 qui repose sur la technologie de la Golf. Des milliers de clients potentiels s'inscrivent. La décision définitive pour la production de série est prise.
- Mars 1996 : au salon de Genève, la Concept 1 portera le nom de New Beetle.
- Novembre 1997 : inauguration de l'usine à Puebla où sera construite la New Beetle.
- Janvier 1998 : présentation à Détroit du modèle NB destiné au marché américain.
- Mars 1998 : livraison des premières New Beetle destinées aux États-Unis.
- Octobre 1998 : présentation de la version internationale.
- Novembre 1998 : exportation des premières New Beetle en Europe.
- Courant 2003 : commercialisation de la version cabriolet.
- Septembre 2005 : restylage du coupé et du cabriolet.
- Le moteur le plus populaire restera le 2.0 essence, qui devancera dans les ventes les modèles Diesel TDi.

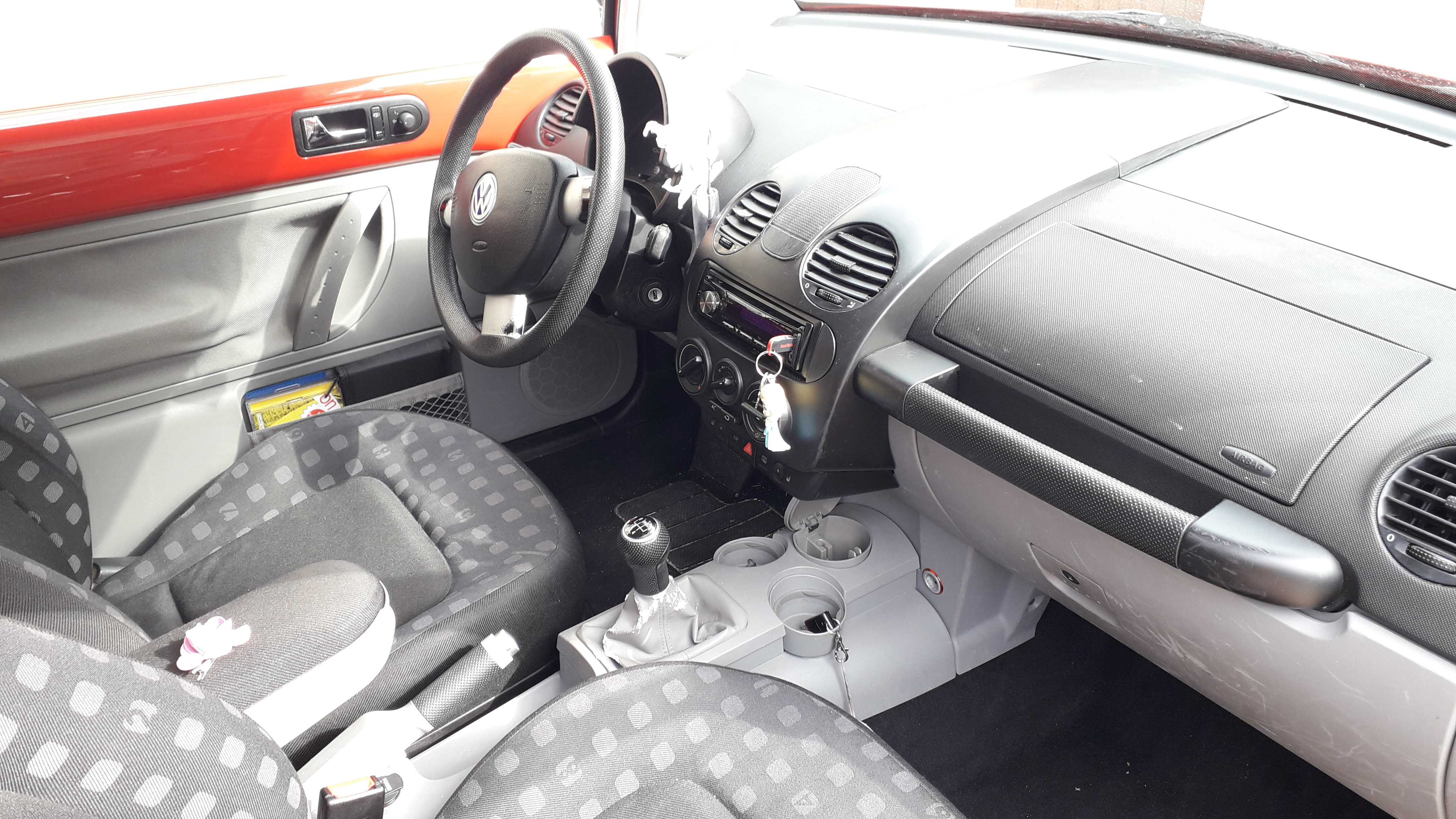
Intérieur New Beetle 2.0L 115ch

## Concept One
En janvier 1994, VW présente le Concept One au salon de Détroit, précurseur de la New Beetle actuelle. Succès fulgurant ! La presse internationale en faisait les titres tels que : « Best in show », « VW hatches a new beetle. It would sell like hotcakes », « The futuristic New Beetle, the hit of the Detroit show ».
Le Concept 1 soulève un enthousiasme qui était loin d'être prévu. Les concessionnaires VW américains réclament alors la production de la New Beetle.

## New Beetle « RSi 1 »
Le concept-car exposé au salon de Détroit 1999, et qui a servi de base à cette série limitée, était encore plus agressif :
- largeur plus importante : +14 cm (au lieu de 8 cm),
- pneus de 255 de large (235 sur la version de « série »),
- quatre feux arrière et quatre phares,
- d'une manière générale, toute la carrosserie a été modifiée avant la production en série.

## New Beetle « RSi 2 »

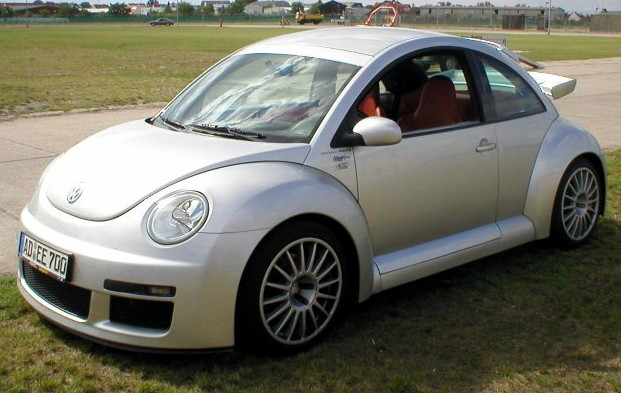
New Beetle RSI

Cette seconde version de la RSI sera retenue pour servir de modèle à la série limitée (250 exemplaires) qui sera produite.

## New Beetle « Isotope Green »

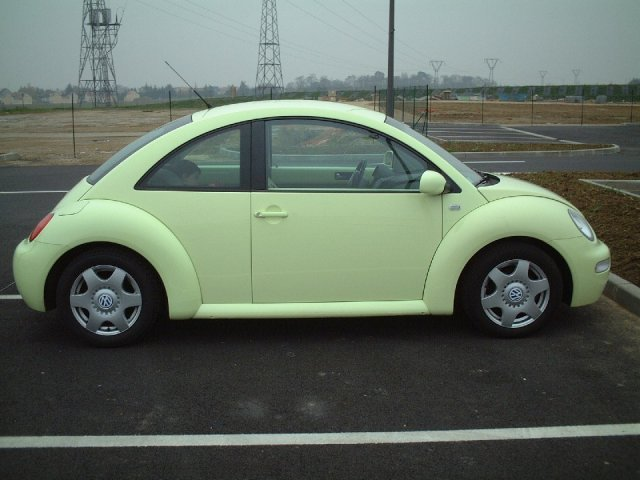
Une New Beetle Isotope Green (vert isotope).

- Disponible en 2001 aux États-Unis, la New Beetle « Isotope Green » (ou « Lemon Yellow » en Europe) fut la première édition limitée avec le moteur TDI.
- Toutes les motorisations étaient disponibles sur cette édition (2,0 L, 1.8T ou TDI) en boîte automatique ou manuelle.
- Une sellerie spécifique était présente. De nombreuses options étaient disponibles comme le toit ouvrant électrique, les anti-brouillards, etc.

## New Beetle Phase II
La New Beetle est légèrement revue a l'occasion de son restylage en 2006, en attendant la troisième Coccinelle qui arrive en 2011.
Elle adopte des lignes un peu plus tendues aux niveaux des pare-chocs, seule grande modification de ce modèle. Sur la face avant, les clignotants deviennent plus rectangulaires que sur la Phase I et la prise d'air abritant les anti-brouillards se découpe maintenant en trois parties au lieu de l'unique prise d'air sur la Phase I. Au niveau du pare-chocs arrière, la partie inférieure où se situent les feux de recul et d'anti-brouillard devient une grille et ces feux deviennent rectangulaires et plus discret que la phase I. Les couleurs de la Phase II deviennent moins vives que sur la phase I avec par exemple la disparition du vert cyber et du jaune tournesol (codes couleurs :LB1B/T1 et LG6V/L9) et adopte des couleurs plus actuelles : beige, gris et noir par exemple.

## Shanghai 2011: objectif troisième génération
Le remplacement de la New Beetle est lancé à l'automne 2011. La nouvelle Volkswagen Beetle partage sa même plate-forme avec la Golf VI. Le nouveau modèle est présenté au Salon automobile de Shanghai en avril 2011,. Elle a plusieurs similitudes avec le concept-car New Beetle Ragster présenté en 2005, avec un toit plus plat et plus long que la New Beetle, tout en conservant l'allure générale. Le dessin de la remplaçante de la New Beetle a été confié une nouvelle fois au bureau d'études californien. La forme ronde demeure, mais la face arrière évolue. Les feux ronds sont remplacés par des feux ovales.

## Dans la culture populaire

### Cinéma
- Dans What lies below, la voiture de Michelle Wells est une New Beetle jaune.

## Les différentes versions
- New Beetle "Colour Concept"
- New Beetle "Sport"
- New Beetle "Vapor Blue" (2000)
- New Beetle "Reflex Yellow" (2000)
- New Beetle "RSi V6" (2000)
- New Beetle "Sport Edition" (2001-2002)
- New Beetle "Design Edition" (2002)
- New Beetle "Style" (2002)
- New Beetle "En vogue" (2002)
- New Beetle "Generation" (2002)
- New Beetle "Arte" (L-D) (2003)
- New Beetle "Pretty" (2004) (F)
- New Beetle "Satellite Blue" (2004)(USA)
- New Beetle "Miami" (2004)
- New Beetle "Domingo" (2004)
- New Beetle "Coastal" (2004) (D)
- New Beetle cabriolet "Dark Flint" (2005) (D)
- New Beetle "Kite" (2005) (D)
- New Beetle "KG>DJ Radio" (2005)
- New Beetle cabriolet "Herbie" (2005)(A)
- New Beetle "Triple White" (USA) (2007)
- New Beetle "Lipton Ice Tea" (B) (2007)
- New Beetle cabriolet "Limited Red Edition" (2007) (I)'
- New Beetle "Coast" (2009)
- New Beetle "Sixty" (2009) (CH)

## Sources
- Forum New Beetle / Coccinelle